# Партина (Арецо)
Партина је насеље у Италији у округу Арецо, региону Тоскана.
Према процени из 2011. у насељу је живело 558 становника. Насеље се налази на надморској висини од 431 м.